# Canton de Castelsarrasin-2
Le canton de Castelsarrasin-2 est un ancien canton français du département de Tarn-et-Garonne et de la région Midi-Pyrénées.

## Histoire
Le canton de Castelsarrasin-2 a été créé par le décret du 2 août 1973 à la suite du démantèlement de l'ancien canton de Castelsarrasin.
Il a été supprimé par le décret du 27 février 2014 et son territoire a été intégré dans les cantons de Castelsarrasin et de Montech.

## Composition
| Nom                        | Code Insee | Intercommunalité          | Population (dernière pop. légale)              |
| -------------------------- | ---------- | ------------------------- | ---------------------------------------------- |
| Castelsarrasin (chef-lieu) | 82033      | CC Terres des Confluences | Fraction : 6 996(2012) Commune : 13 765 (2014) |
| Albefeuille-Lagarde        | 82001      | CA Grand Montauban        | 617 (2014)                                     |
| Barry-d'Islemade           | 82011      | CC du Pays de Lafrançaise | 914 (2014)                                     |
| Les Barthes                | 82012      | CC du Pays de Lafrançaise | 539 (2014)                                     |
| Labastide-du-Temple        | 82080      | CC du Pays de Lafrançaise | 1 177 (2014)                                   |
| Meauzac                    | 82108      | CC du Pays de Lafrançaise | 1 358 (2014)                                   |

Le canton de Castelsarrasin-2 était composé de :
1. cinq communes entières,
2. la  fraction de la commune de Castelsarrasin non comprise dans le canton de Castelsarrasin-1.

## Représentation
| Période | Période | Identité        | Étiquette      | Qualité                                                               |
| ------- | ------- | --------------- | -------------- | --------------------------------------------------------------------- |
| 1973    | 1982    | Pierre Larroque | Rad. puis MRG  | Exploitant agricole, maire de Meauzac (1962-1995), Député (1984-1986) |
| 1982    | 1988    | Jean Carla      | PS             | Maire d'Albefeuille-Lagarde (1983-1995)                               |
| 1988    | 2015    | Bernard Dagen   | DVD puis MoDem | Pharmacien Maire de Castelsarrasin (1989-2014)                        |

## Démographie
| 1975 | 1982 | 1990  | 1999  | 2006   | 2011   | 2012   |
| ---- | ---- | ----- | ----- | ------ | ------ | ------ |
| -    | -    | 8 333 | 8 619 | 10 023 | 11 161 | 11 443 |